# Adriaan Bonsel
Adriaan Bonsel (Hilversum, 4 augustus 1918 - 9 juli 2011) was een Nederlands fluitist en componist.

## Opleiding
Bonsel studeerde fluit aan het Amsterdams Conservatorium. Hij studeerde compositie bij Jan Koetsier.

## Activiteiten

### Fluitist
Bonsel was eerste fluitist van het Radio Filharmonisch Orkest en daarnaast hoofdleraar fluit aan het Utrechts Conservatorium.
Bonsel maakte ook deel uit van het Radio Filharmonisch Sextet. 

### Composities
Bonsel componeerde in opdracht van onder andere het Ministerie van Onderwijs, Kunsten en Wetenschappen, de AVRO, de Nederlandse Radio Unie en de Johan Wagenaarstichting.Hij componeerde onder andere twee symfonieën, enkele stukken met de naam Elegie voor solo-instrumenten, een Suite voor bamboefluitensemble en strijkorkest (1988, t.g.v. het jubileum van het Nederlands Pijpersgilde), Symfonietta voor amateurorkest (1990) en Ode to Nelson Mandela voor mezzosopraan en ensemble (2002).

### Composities (selectie)
- 1950 Klarinetconcert
- 1956 Symfonie nr. 1, voor orkest
- 1957 Symfonie nr. 2, voor orkest
- 1957 Divertimento, voor orkest
- 1958 Folkloristische [sic] suite, voor blaasinstrumenten en slagwerk
- 1962 S.O.S.-ouverture, voor orkest
- 1975 Vrede-oorlog-vrede?, voor orkest
- 1979 Proloog, voor orkest
- 1990 Symfoniëtta, voor orkest
- Uit hoogen hemel, voor kinderkoor en orkest
- Nederlandse volksliederen en dansen, (3 banden) voor bariton, koor en orkest

## Prijzen en onderscheidingen
In 1947 werd Bonsel de Muziekprijs van de stad Amsterdam toegekend voor zijn Suite voor fluit en strijkorkest. Hij ontving een prijs bij een compositiewedstrijd voor amateurorkest te Würzburg (Duitsland) voor zijn Suite populaire in 1983. 

## Bron en externe links
- pagina Adriaan Bonsel op de site van Donemus
- Overlijdensartikel
- Persoonsrecord en bladmuziektitels op Muziekschatten.nl (linked open data)
- Gedigitaliseerde bladmuziek op Muziekschatten.nl

- Gemeinsame Normdatei: 119092630X
- International Standard Name Identifier: 0000 0000 8430 2292
- Library of Congress Control Number: n80133188
- MusicBrainz: 939d77ff-3c9d-4db6-afee-8a82dd1c4106
- Nederlandse Thesaurus van Auteursnamen: 073443034
- Virtual International Authority File: 18531624
- WorldCat: E39PBJkD3vfQjXWGH6bFCW4rMP